# Porte des Cordeliers (Loches)
Pour les articles homonymes, voir Porte des Cordeliers.
La porte des Cordeliers de Loches est une ancienne porte percée dans la partie est de l'enceinte médiévale de la ville française de Loches dans le département d'Indre-et-Loire.

## Localisation

Les portes de l'enceinte urbaine de Loches (en rouge).

La porte des Cordeliers se situe à l'angle du quai de la Filature et de la rue des Ponts, sur la rive d'un bief de l'Indre alimentant l'ancien moulin de Loches. Elle est percée dans la partie est de la courtine médiévale défendant la ville basse où elle contrôlait le passage de l'ancienne route d'Espagne.
Elle doit son nom à sa proximité avec l'ancien couvent des Cordeliers, implanté en dehors de cette enceinte.

## Historique
La porte des Cordeliers est construite au XVe siècle. La datation dendrochronologique de sa charpente fait remonter son édification à la fin des années 1490, ce qui en fait la plus tardive des portes de Loches construites dans cette période.
Elle est classée au titre des monuments historiques le 12 juillet 1886.
Elle abrite, au XXIe siècle, le siège social de l'association des amis du pays Lochois.

## Architecture

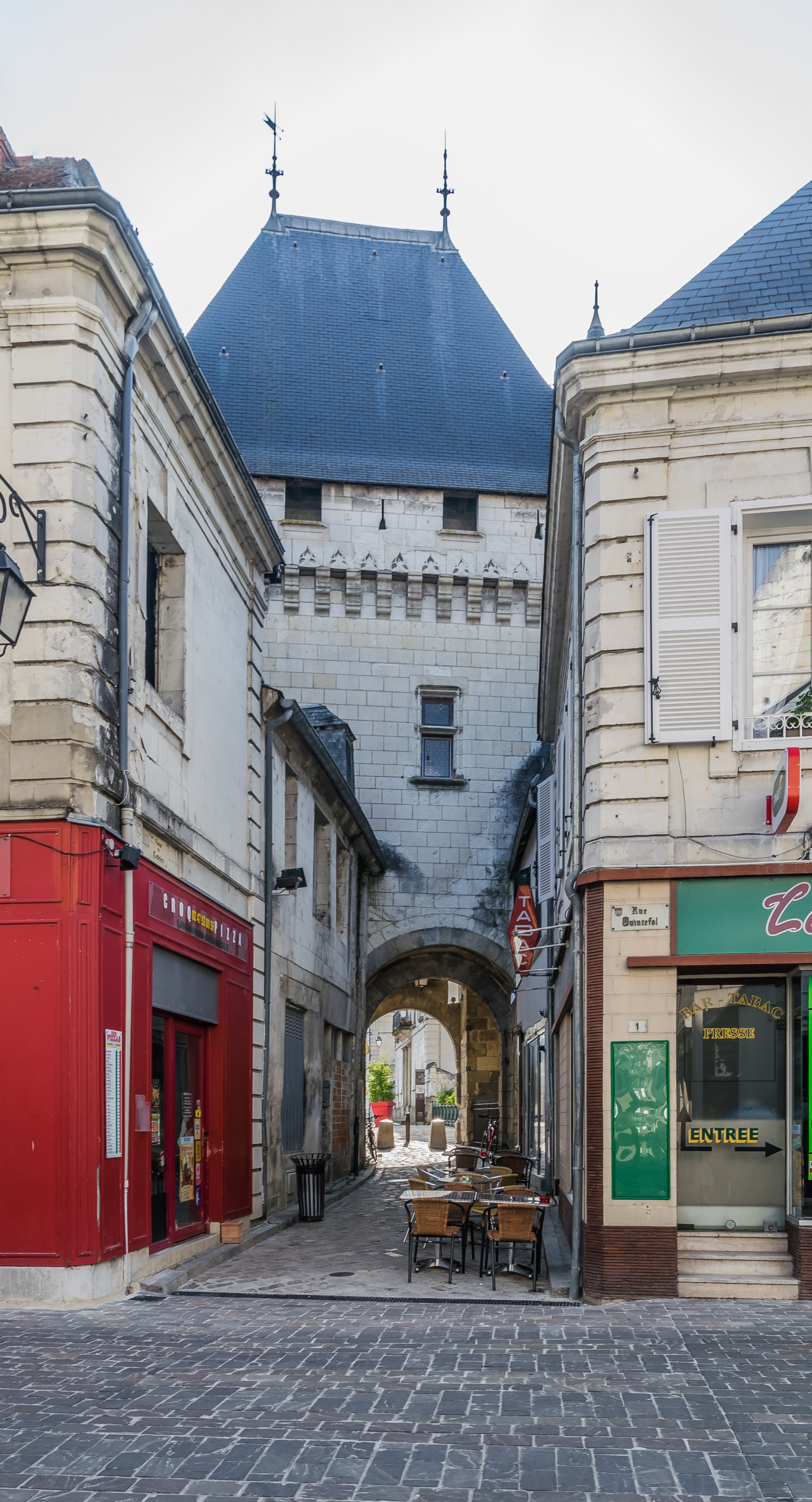
La porte des Cordeliers vue de l'intérieur de la ville.

Son massif quadrangulaire est percé à sa base d'une porte charretière en plein cintre accompagnée d'un passage piétonnier. Deux ponts-levis protégeaient ces passages du côté extérieur à la ville et permettaient de franchir le bief de l'Indre.
Une salle de garde permettant d'accéder au chemin de ronde de l'enceinte occupe le premier étage du bâtiment. Au deuxième étage, sur la même face de la porte, deux tourelles en encorbellement aux angles sont reliées par un autre chemin de ronde équipé de créneaux et de mâchicoulis qui fait le tour du bâtiment. L'ensemble est desservi par un escalier à vis.
Une fenêtre à meneau et au tympan décoré (gothique flamboyant) s'ouvre à l'est du comble couvert en ardoises.

## Pour en savoir plus